# Pete Ross
Peter Joseph Ross, più noto come Pete Ross, è un personaggio dei fumetti creato da Robert Bernstein e George Papp nel 1961, pubblicato dalla DC Comics. Fa parte del cast di comprimari di Superman. Comparve per la prima volta nella storia The Boy Who Betrayed Clark Kent!, in Superboy n. 86 del 1961.

## Biografia del personaggio
Nella versione pre-Crisi, Pete era un amico d'infanzia di Clark Kent. Una notte, mentre stavano campeggiando assieme, Pete vide Clark trasformarsi in Superboy ma mantenne il segreto per sé e non lo disse neanche a Clark. Pete aiutò il suo amico creando molto spesso dei diversivi grazie ai quali Clark riusciva a dileguarsi per trasformarsi senza destare sospetti. La Legione dei Supereroi era a conoscenza di ciò e lo fece diventare per questo, membro onorario. Alla fine, Clark scoprì che Pete conosceva il suo segreto quando il figlio di quest'ultimo capì da solo l'identità segreta di Clark.
Nella versione post-Crisi, Pete è un personaggio minore che ha finito per sposare Lana Lang e avere da lei un figlio di nome Clark. Non è a conoscenza della doppia identità di Clark ed è riuscito a diventare, per breve tempo, Presidente degli Stati Uniti d'America dopo l'impeachment di Lex Luthor.

## Altri media
- Il personaggio compare nelle prime tre stagioni della serie televisiva Smallville, interpretato da Sam Jones III. Fedele amico e custode del segreto di Clark Kent, che ha scoperto nel terzo episodio della seconda stagione (L'amico fidato), quando trova un'astronave nei boschi e perciò Clark è costretto a rivelargi i suoi segreti.  Nutre astio verso Lex Luthor e la sua famiglia, poiché Lionel Luthor portò via la fattoria ai suoi nonni, e mal sopporta l'amicizia del ragazzo con Clark. Discreto giocatore di pallacanestro e football americano, è un ragazzo tranquillo con un'ottima guida sportiva. È stato accanto a Chloe Sullivan nel tempo, e l'ha sostenuta come ha potuto nella sofferenza del suo amore non ricambiato, mettendo da parte i sentimenti che da sempre nutre per la ragazza. Nel penultimo episodio della terza stagione decide di andare via da Smallville seguendo la madre diventata giudice, stanco di rischiare la vita per mantenere il segreto di Clark. Riappare in uno degli episodi della settima stagione (Eroe di gomma), in cui scoprirà di avere un potere che gli permette un'elasticità incredibile causata dalla masticazione di alcuni chewing-gum alla kryptonite.
- Nel film L'uomo d'acciaio il personaggio è interpretato dagli attori Jack Foley (come bambino) e Joseph Crandorf (come adulto).